# Puits d'Altorf
Le puits d'Alstorf est un puits à eau, classé monument historique, situé à Altorf, dans le département français du Bas-Rhin.

## Localisation
Ce bâtiment est situé place Saint-Cyriaque à Altorf.

## Historique
L'édifice fait l'objet d'une inscription au titre des monuments historiques depuis 1937.